# 디아블로: 헬파이어
《디아블로: 헬파이어》(Diablo: Hellfire)는 《디아블로》의 비공식 확장팩이다. 《블리자드》사가 아닌 북미 게임 개발사 《시에라》사에서 만들었다. 그리하여 블리자드에서 정식 확장팩으로 인정받지 못하고, 공식 홈페이지 또한 존재하지 않는다. 또한 오리지널 게임과 확장팩 합본팩인 배틀체스트 형식으로도 발매된 적이 없다.

## 추가 된 것들
기존의 캐릭터도 사용할 수 있는 여러 종류의 아이템과 마법, 마법책 등이 추가되었다.
캐릭터 - 수도승(MONK)
- 양손 무기인 지팡이(two-handed staff)를 매우 빠른 속도로 휘두를 수 있으며 근접전에서 한번에 3명의 적에게 대미지를 입힐 수도 있으나 지팡이 이외의 무기는 대미지 이하의 능력을 보인다.
- 땅에 떨어져 잘 보이지 않는 아이템을 발견할 수 있는 찾기능력(Search Skill)을 가지고 있다.
- 레벨이 상승할수록 적의 공격마법을 튕겨내고 방패없이도 적의 공격을 방어하는 능력이 상승한다.
- 마법시전 속도는 도적(ROGUE)과 비슷하다.

NPC
- 레스터(LESTER THE FAMER) : 농부인 NPC로, 트리스트럼 마을에 있는 젖소 3마리 옆에 서 있다.

퀘스트
- 디파일러 퀘스트(The Defiler) : 둥지로 들어가면 곧 바로 디파일러(The Defiler)퀘스트가 생긴다.
- 나-크룰 퀘스트 (NA-KRUL) : 납골당에서 진행하는 퀘스트이다.

## 추가 된 지역
둥지(Hive)
- 지하감옥(Dungeon)과 지하묘지(Catacomb)를 합친 1~8단계까지 게임을 진행한 후, 농부에게 말을 걸면 "자신의 경작지로 가는 길목에 생긴 이상한 물체 때문에 경작지로 갈 수가 없다"고 말하며 'Rune Bomb'라는 폭탄을 주며 해결을 부탁한다. 폭탄을 가지고 아래로 가면 다리를 건너서 바로 장애물이 가로막고 있는 것이 보이는데, 여기에 폭탄을 던지면 입구가 터지면서 아래로 둥지로 들어갈 수 있는 통로가 생긴다. 맵은 지하 1~4층까지 있다.

납골당(Crypt)
- 둥지에서 실행하는 퀘스트로 얻는 '대성당 지도(Cathedral Map)'를 가지고 트리스트럼 성당 옆에 있는 공동묘지로 가서 가장 큰 무덤에 그 지도를 던지면 납골당으로 가는 입구가 열린다. 맵은 지하 1~4층까지 있다.

## 숨겨진 요소
헬파이어 설치 폴더에 《command.txt》파일을 추가하게 되면 숨겨진 여성 캐릭터 바드(BARD)를 플레이 해볼 수 있으며, NPC인 Complete Nut, 어린여자아이 셀리아(CELIA), 그리고 이 두 NPC가 부여하는 숨겨진 퀘스트를 즐길 수 있다.

## 평가
| 평가                                                                       |       |
| -------------------------------------------------------------------------- | ----- |
| 평론 점수 평론사 점수 PC Games A- [ 2 ] Computer Games Strategy Plus [ 3 ] |       |
| 평론 점수                                                                  |       |
| 평론사                                                                     | 점수  |
| PC Games                                                                   | A-    |
| Computer Games Strategy Plus                                               | [ 3 ] |